# Гавардо
Гавардо (итал. Gavardo, ломб. Gaàrt) — коммуна в Италии, в провинции Брешиа области Ломбардия.
Население составляет 10 765 человек (на 2004 г.), плотность населения составляет 347 чел./км². Занимает площадь 29 км². Почтовый индекс — 25085. Телефонный код — 0365.
Покровителями коммуны почитаются святые апостолы Филипп и Иаков Младший, празднование 3 мая.